# Raduč (Poljska)
Raduč (polj. Raducz) je mjesto u vojvodstvu Lodz, (povjat Skiernievice), u središnjoj Poljskoj.
Raducz se nalazi na srednjem dijelu toka Ravke u lovicko-blonckoj nizini (srednjomazoviecka nizina). Udaljeno je oko 70 kilometara od Varšave
Blizu mjesta (16 km) je grad Skiernievice.
Od 1975. do 1998. godine selo je pripadalo prijasnjem Skiernievicom vojvodstvu
Broj stanovnika je 35.
Naselje je postojalo još u 18. stoljeću.